# Ardian Kozniku
Ardian Kozniku (Đakovica, 1967. október 27. –) horvát válogatott labdarúgó, posztját tekintve csatár. Koszovóból származik, félig albán származású.

## Pályafutása

### Klubcsapatokban
Pályafutását a Đakovicai KF Vllaznimi utánpótláscsapatában kezdte meg, majd később a szintén koszovói Prištinahoz került. 1990-ben a Hajduk Split igazolta le, ahol négy szezont töltött és meglehetősen eredményes volt: 98 mérkőzésen 44 alkalommal talált az ellenfelek kapujába. 1994-ben Franciaországba szerződött. Először a Cannes csapatában játszott két szezont, majd a Le Havrebe igazolt. Egy rövid ciprusi kitérőt követően –amit az APOEL-nél töltött– visszatért egy újabb francia klubhoz, ezúttal a Bastia együtteséhez.
1998. nyarán a Dinamo Zagrebhoz írt alá, ahonnan két és fél szezon után távozott az osztrák Kärntenbe. Itt mindössze 6 hónapig maradt és hazaigazolt a Hrvatski Dragovoljachoz és itt is fejezte be pályafutását 2002-ben.

### Válogatottban
A horvát válogatottban 1994 áprilisában mutatkozott be egy Szlovákia elleni barátságos mérkőzésen.
A nemzeti csapat tagjaként részt vett az 1998-as labdarúgó-világbajnokságon, ahol a bronzérmet jelentő harmadik helyet szerezték meg. A tornán végig csere volt, de egyetlen alkalommal sem kapott lehetőséget. Utolsó mérkőzését 1998 júniusában, közvetlenül a világbajnokság kezdete előtt játszotta Ausztrália ellen. A horvátok 7–0 arányban megnyerték ezt a felkészülési találkozót, melyből Kozniku 1 góllal vette ki a részét.
A válogatottban 1994 és 1998 között összesen 7 alkalommal lépett pályára és 2 gólt szerzett.

#### Válogatottban szerzett góljai
| Gól | Dátum            | Helyszín         | Ellenfél   | Eredmény | Végeredmény | Kiírás               |
| --- | ---------------- | ---------------- | ---------- | -------- | ----------- | -------------------- |
| 1   | 1994. október 9. | Maksimir, Zágráb | Litvánia   | 2 – 0    | 2 – 0       | 1996-os Eb selejtező |
| 2   | 1998. június 6.  | Maksimir, Zágráb | Ausztrália | 6 – 0    | 7 – 0       | Barátságos           |

## Külső hivatkozások
- Ardian Kozniku – a National-football-teams.com honlapján